# فرودگاه بیور کریک
فرودگاه بیور کریک (به انگلیسی: Beaver Creek Airport) یک فرودگاه همگانی باربری با کد یاتا YXQ است که یک باند فرود شن دارد و طول باند آن ۱۱۴۱ متر است. این فرودگاه در کشور ایالات متحده آمریکا قرار دارد و در ارتفاع ۶۴۹ متری از سطح دریا واقع شده‌است.

## نگارخانه

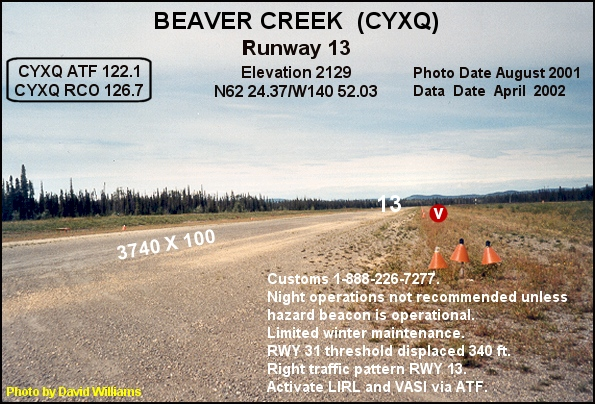
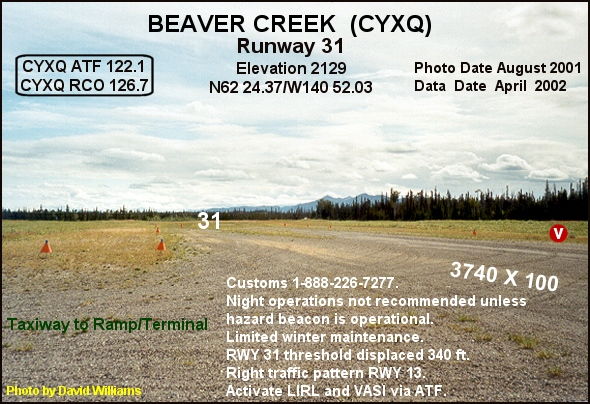
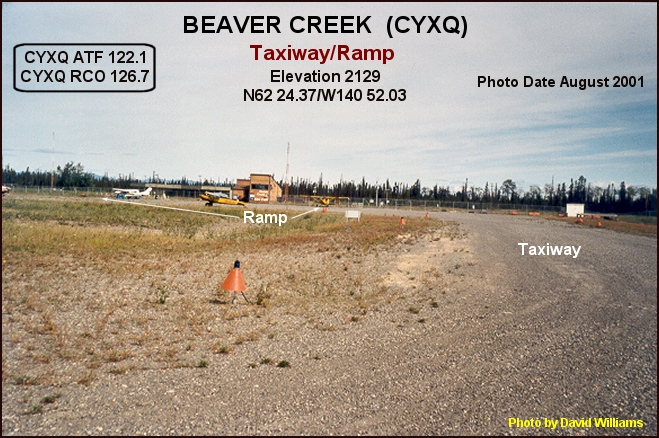
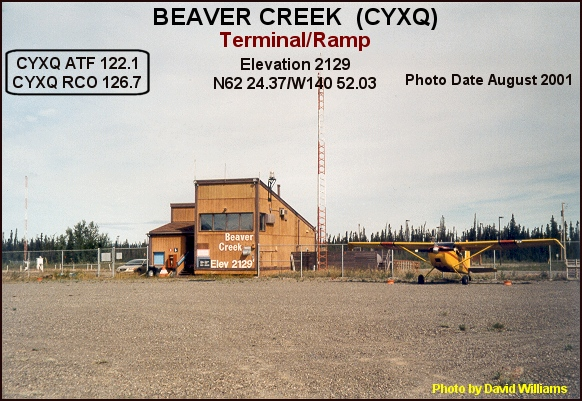